# Championnats panarabes d'athlétisme 2021
Navigation
Édition précédente Édition suivante
La 22e édition des championnats panarabes d'athlétisme se déroule du 16 au 20 juin 2021 à Radès, en Tunisie.
Les vingt pays qui participent à cette 22e édition sont l'Algérie, l'Arabie saoudite, le Bahreïn, les Comores, Djibouti, l'Égypte, l'Irak, la Jordanie, le Koweït, le Liban, la Libye, le Maroc, Oman, la Palestine, le Qatar, la Somalie, le Soudan, la Syrie, la Tunisie et le Yémen.
Cette compétition revêt une grande importance pour les athlètes arabes en tant qu'étape qualificative pour les Jeux olympiques d'été de 2020 prévus à l'été 2021.

## Résultats

### Hommes
| 100 m (vent : 0,0 m/s) | Femi Ogunode (QAT) | 10 s 19          | Tosin Ogunode (QAT)                                                                        | 10 s 41         | Barakat al-Harthi (OMA)                                                                            | 10 s 43         |
| 200 m (vent : -2,0 m/s) | Femi Ogunode (QAT) | 20 s 60          | Taha Hussein Yaseen (IRQ)                                                                  | 21 s 00         | Noureddine Hadid (LIB)                                                                             | 21 s 06         |
| 400 m | Taha Hussein Yaseen (IRQ)                                                                                                   | 46 s 29          | Mohamed Ali Gouaned (ALG)                                                                  | 46 s 72         | Mohamed Abdul Ridha Chunchun (IRQ)                                                                 | 46 s 76         |
| 800 m | Mohamed Ali Gouaned (ALG)                                                                                                   | 1 min 46 s 67    | Oussama Nabil (MAR)                                                                        | 1 min 46 s 84   | Elhassane Moujahid (MAR)                                                                           | 1 min 47 s 33   |
| 1 500 m | Sadik Mikhou (BHR) | 3 min 33 s 81 CR | Abdelatif Sadiki (MAR)                                                                     | 3 min 34 s 54   | Anass Essayi (MAR)                                                                                 | 3 min 35 s 59   |
| 5 000 m | Zouhair Awad (BHR) | 13 min 30 s 25   | Sadik Mikhou (BHR)                                                                         | 13 min 40 s 37  | Soufiyan Bouqantar (MAR)                                                                           | 13 min 47 s 41  |
| 10 000 m | Dawit Fikadu (BHR) | 29 min 35 s      | Abdel Nasser Al-Mai (BHR)                                                                  | 29 min 45 s     | Mouhcine Outalha (MAR)                                                                             | 29 min 48 s     |
| 110 mètres haies (vent : -0,1 m/s) | Yaqoub Mohamed al-Youha (KUW)                                                                                               | 13 s 71          | Amine Bouanani (ALG)                                                                       | 13 s 83         | Mohamed Koussi (MAR)                                                                               | 14 s 09         |
| 400 mètres haies | Abdelmalik Lahoulou (ALG)                                                                                                   | 49 s 45          | Ashraf Hussen Osman (QAT)                                                                  | 49 s 49         | Ismail Manyani (MAR)                                                                               | 50 s 40         |
| 3 000 m steeple | Mohamed Tindouft (MAR) | 8 min 31 s 50    | Hicham Bouchicha (ALG)                                                                     | 8 min 33 s 21   | Yaser Bagharab (QAT)                                                                               | 8 min 34 s 17   |
| 4 × 100 m | Arabie saoudite- Abdullah Abkar Mohammed - Mahmoud Hafiz Ibrahim - Mohammed Dawood Abdullah - Abd Alhadi Khalid Al-Housaoui | 39 s 69          | Oman- Khalaf Ari Samir - Mobarak Baraket - Mohamed al-Saadi - Ali Anwar Ali Al Balushi     | 39 s 95         | Irak- Abbas Najim Khadher - Aktham Younus Hussain - Saif Raed Abdelwehed - Mohamed Hassan Ali Juma | 40 s 74         |
| 4 × 400 m | Irak- Yasir Ali Al Saadi - Ihab Jabbar Hashim - Mohamed Abderrid - Taha Hussein Yaseen                                      | 3 min 11 s 27    | Koweït- Omar Saleh Farag - Mohamed Badr Al Enezi - Abdulaziz Saif Marzouk - Ramidh Ebrahim | 3 min 14 s 98   | Arabie saoudite- Ibrahim Mohammed Futayni - Anbar Jamaan Alzahranii - Muath Ali Al Saad            | 3 min 16 s 29   |
| Semi-marathon | Hassan Toriss (MAR) | 1 h 06 min 48 s  | Othmane El Goumri (MAR)                                                                    | 1 h 08 min 09 s | Joshua Lemushen Nakeri (BHR)                                                                       | 1 h 09 min 09 s |
| 20 kilomètres marche | Raouf Ben El Abhi (TUN) | 1 h 28 min 27 s  | Islam Abdel Awab Abdul Khaliq (EGY)                                                        | 1 h 28 min 50 s | Mohamed Ragab Saleh (EGY)                                                                          | 1 h 29 min 50 s |
| Saut en hauteur | Faleh Abdulwahid (IRQ) | 2,19 m           | Hamdi Al-Amin (QAT)                                                                        | 2,16 m          | Hichem Bouhanoun (ALG)                                                                             | 2,05 m          |
| Saut à la perche | Hussain al-Hizam (KSA) | 5,55 m CR        | Ali Abdulkarim Al-Nasiri (KSA)                                                             | 5,15 m          | Muntaher Faleh Abdulwahid (IRQ)                                                                    | 5,10 m          |
| Saut à la perche | Hussain al-Hizam (KSA) | 5,55 m CR        | Ali Abdulkarim Al-Nasiri (KSA)                                                             | 5,15 m          | Majdi Chahata (TUN)                                                                                | 5,10 m          |
| Saut en longueur | Yasser Triki (ALG) | 7,96 m           | Mouhcine Khoua (MAR)                                                                       | 7,60 m          | Mohamed Salameh (SYR)                                                                              | 7,58 m          |
| Triple saut | Yasser Triki (ALG) | 17,26 m CR       | Mohamed Hammadi (MAR)                                                                      | 16,25 m         | Mohamed Salameh (SYR)                                                                              | 16,10 m         |
| Lancer du poids | Abdelrahman Mahmoud (BHR)                                                                                                   | 21,15 m AR, CR   | Mohamed Magdi Hamza Khalif (EGY)                                                           | 20,30 m         | Ibrahim Al-Fadhli (KUW)                                                                            | 17,71 m         |
| Lancer du disque | Essa al-Zenkawi (KUW) | 60,25 m          | Moumen Bourekba (ALG)                                                                      | 58,44 m         | Shehab Mohamed Abdalaziz (EGY)                                                                     | 58,05 m         |
| Lancer du marteau | Eslam Moussad Seria (EGY)                                                                                                   | 71,96 m          | Ashraf Amgad el-Seify (QAT)                                                                | 71,30 m         | Hassan Mohamed Mahmoud (EGY)                                                                       | 70,50 m         |
| Lancer du javelot | Ihab Abdelrahman (EGY) | 79,93 m          | Maged Mohser El-Badry (EGY)                                                                | 72,76 m         | Younis Mohsen Saleh (IRQ)                                                                          | 72,70 m         |
| Décathlon | Larbi Bourrada (ALG) | 7 311 pts        | Abd. El-Sajjad Saadoun Nasser (IRQ)                                                        | 7 007 pts       | Mustapha Mohamed (EGY)                                                                             | 2976 pts        |
| Records et Performances - AR : Record continental (area record) - CR : Record des championnats (championship record) - MR : Record du meeting (meet record) - NR : Record national (national record) - OR : Record olympique (olympic record) - PR : Record paralympique (paralympic record) - PB : Record personnel (personal best) - SB : Meilleure performance personnelle de la saison (season's best) - WL : Meilleure performance mondiale de l'année (world leader) - WJR : Record du monde junior (world junior record) - WR : Record du monde (world record) Circonstances et Conditions - DNF : N'a pas terminé (did not finish) - DNS : N'a pas pris le départ (did not start) - DQ : Disqualification (disqualification) - NM : Aucun essai valable enregistré (No Mark) - Q : Qualifié « directement » au prochain tour (ou à la prochaine compétition), lors d'une compétition majeure, grâce au classement ou à la réalisation des minima (automatic qualifier) - q : Qualifié au prochain tour (ou à la prochaine compétition), lors d'une compétition majeure, grâce au repêchage ou à la réalisation de l'une des meilleures performances parmi celles des « non qualifiés directement » (grâce au meilleur temps ou à la meilleure distance par exemple) (secondary qualifier) | |                  |                                                                                            |                 | |                 |

### Femmes
| 100 m (vent : +4.5 m/s) | Dana Hussain (IRQ)                                                     | 11 s 24 CR      | Bassant Hemida (EGY)                                                          | 11 s 45         | Aziza Sbaity (LIB)                                                     | 11 s 68         |
| 200 m (vent : +2.2 m/s) | Dana Hussain (IRQ)                                                     | 22 s 51 CR      | Bassant Hemida (EGY)                                                          | 23 s 08         | Assia Raziki (MAR)                                                     | 23 s 49         |
| 400 m | Assia Raziki (MAR)                                                     | 52 s 75         | Iman Mansour Abdul Muttalib (EGY)                                             | 53 s 34         | Salma Lehlali (MAR)                                                    | 55 s 23         |
| 800 m | Soukaina Elhaji (MAR)                                                  | 2 min 22 s 44   | Amina Bakhit (SUD)                                                            | 2 min 22 s 91   | Manal el-Bahraoui (BHR)                                                | 2 min 24 s 53   |
| 1 500 m | Tigist Gashaw (BHR)                                                    | 4 min 18 s 33   | Amina Bakhit (SUD)                                                            | 4 min 20 s 15   | Rahma Tahri (MAR)                                                      | 4 min 20 s 85   |
| 5 000 m | Rahma Tahiri (MAR)                                                     | 16 min 15 s 37  | Tigist Gashaw (BHR)                                                           | 16 min 17 s 30  | Riham Senani (ALG)                                                     | 16 min 37 s 60  |
| 10 000 m | Fatima Ezzahra Gardadi (MAR)                                           | 34 min 58 s 10  | Hanane Qallouj (MAR)                                                          | 34 min 59 s 06  | Riham Senani (ALG)                                                     | 35 min 16 s 49  |
| 100 mètres haies (vent : -1.8 m/s) | Linha Ahmed (EGY)                                                      | 14 s 08         | Rahil Hamel (ALG)                                                             | 14 s 36         | Noura Ennadi (MAR)                                                     | 14 s 42         |
| 400 mètres haies | Noura Ennadi (MAR)                                                     | 56 s 89         | Loubna Benhadja (ALG)                                                         | 57 s 39         | Samira Messad (ALG)                                                    | 58 s 20         |
| 3 000 m steeple | Marwa Bouzayani (TUN)                                                  | 9 min 48 s 05   | Rihab Dhahri (TUN)                                                            | 10 min 10 s 15  | Fatiha Sanchez (ALG)                                                   | 10 min 18 s 95  |
| 4 × 100 m | Maroc- Sara El Hachimi - Hajar Eddaou - Yousra Lajdoud - Salma Lahlali | 46 s 95         | Tunisie- Chayma Ayachi - Abir Barkaoui - Hiba Mansar - Ines Belkacem          | 47 s 65         | Irak- Bah Kourdesten - Jamil Sa Roukaya - Mamdouh Barae - Avin Said    | 50 s 09         |
| 4 × 400 m | Maroc- Lamiae Lhabze - Soukaina Hajji - Assia Raziki - Noura Ennadi    | 3 min 45 s 64   | Tunisie- Hallouma Jerfel - Nourhane Hermi - Marwa Boughanmi - Marwa Bouyazani | 3 min 56 s 79   | Liban- Christel El Sanel - Maysaa Mouawad - Joan Makary - Aziza Sbaity | 4 min 12 s 88   |
| Semi-marathon | Tejitu Daba (BHR)                                                      | 1 h 16 min 43 s | Ruqyah Al-Mukeem (MAR)                                                        | 1 h 17 min 08 s | Hanane Qallouj (MAR)                                                   | 1 h 19 min 44 s |
| 20 kilomètres marche | Chahinez Nasri (TUN)                                                   | 1 h 35 min 47 s | Nesrine Mejri (TUN)                                                           | 1 h 41 min 52 s | Souad Azzi (ALG)                                                       | 1 h 45 min 07 s |
| Saut en hauteur | Rhizlane Siba (MAR)                                                    | 1,84 m CR       | Yousra Araar (ALG)                                                            | 1,71 m          | non attribuée                                                          |                 |
| Saut en hauteur | Rhizlane Siba (MAR)                                                    | 1,84 m CR       | Aiten Ahmed Yehia (EGY)                                                       | 1,71 m          | non attribuée                                                          |                 |
| Saut à la perche | Dora Mahfoudhi (TUN)                                                   | 3,90 m          | Meriem Srasra (TUN)                                                           | 2,80 m          | non attribuée                                                          | non attribuée   |
| Saut en longueur | Esraa Owis (EGY)                                                       | 6,39 m          | Yousra Lajdoud (MAR)                                                          | 6,29 m          | Tahani Romaissa Belabiod (ALG)                                         | 5,98 m          |
| Triple saut | Esraa Owis (EGY)                                                       | 13,06 m         | Ghada Hamdani (TUN)                                                           | 12,68 m         | Kawther Selmi (ALG)                                                    | 12,46 m         |
| Lancer du poids | Nada Chroudi (TUN)                                                     | 15,12 m         | Zainab Zeroual (MAR)                                                          | 13,51 m         | Salem Rijaj Essayah (LBA)                                              | 11,57 m         |
| Lancer du disque | Salem Rijaj Essayah (LBA)                                              | 50,36 m         | Chaima Chouayakh (TUN)                                                        | 49,62 m         | Rawand Dhouibi (TUN)                                                   | 48,80 m         |
| Lancer du marteau | Zouina Bouzebra (ALG)                                                  | 65,20 m         | Rawan Ayman Ibrahim Barakat (EGY)                                             | 62,23 m         | Soukaina Zakkour (MAR)                                                 | 59,15 m         |
| Lancer du javelot | Nisreen Lachhab (TUN)                                                  | 39,69 m         | Rola Sameh Raafat (EGY)                                                       | 38,91 m         | Asia Aziz Kader (IRQ)                                                  | 35,36 m         |
| Heptathlon | Nada Chroudi (TUN)                                                     | 5 498 pts       | Hoda Hagras (EGY)                                                             | 3 464 pts       | Salsabil El-Sayyar (KUW)                                               | 2 438 pts       |
| Records et Performances - AR : Record continental (area record) - CR : Record des championnats (championship record) - MR : Record du meeting (meet record) - NR : Record national (national record) - OR : Record olympique (olympic record) - PR : Record paralympique (paralympic record) - PB : Record personnel (personal best) - SB : Meilleure performance personnelle de la saison (season's best) - WL : Meilleure performance mondiale de l'année (world leader) - WJR : Record du monde junior (world junior record) - WR : Record du monde (world record) Circonstances et Conditions - DNF : N'a pas terminé (did not finish) - DNS : N'a pas pris le départ (did not start) - DQ : Disqualification (disqualification) - NM : Aucun essai valable enregistré (No Mark) - Q : Qualifié « directement » au prochain tour (ou à la prochaine compétition), lors d'une compétition majeure, grâce au classement ou à la réalisation des minima (automatic qualifier) - q : Qualifié au prochain tour (ou à la prochaine compétition), lors d'une compétition majeure, grâce au repêchage ou à la réalisation de l'une des meilleures performances parmi celles des « non qualifiés directement » (grâce au meilleur temps ou à la meilleure distance par exemple) (secondary qualifier) |                                                                        |                 |                                                                               |                 |                                                                        |                 |

## Tableau des médailles
Le tableau des médailles est le suivant :
Légende
| Rang  | Nation          | Or | Argent | Bronze | Total |
| ----- | --------------- | -- | ------ | ------ | ----- |
| 1     | Maroc           | 10 | 9      | 12     | 31    |
| 2     | Tunisie         | 7  | 7      | 2      | 16    |
| 3     | Algérie         | 6  | 7      | 8      | 21    |
| 4     | Bahreïn         | 6  | 3      | 2      | 11    |
| 5     | Égypte          | 5  | 10     | 4      | 19    |
| 6     | Irak            | 5  | 2      | 6      | 13    |
| 7     | Qatar           | 2  | 4      | 1      | 7     |
| 8     | Koweït          | 2  | 1      | 2      | 5     |
| 9     | Arabie saoudite | 2  | 1      | 1      | 4     |
| 10    | Libye           | 1  | 0      | 1      | 2     |
| 11    | Soudan          | 0  | 2      | 0      | 2     |
| 12    | Oman            | 0  | 1      | 1      | 2     |
| 13    | Liban           | 0  | 0      | 3      | 3     |
| 14    | Syrie           | 0  | 0      | 2      | 2     |
| Total | Total           | 46 | 47     | 45     | 138   |